# Tournefortia ramonensis
Tournefortia ramonensis är en strävbladig växtart som beskrevs av Standley. Tournefortia ramonensis ingår i släktet Tournefortia och familjen strävbladiga växter. Inga underarter finns listade i Catalogue of Life.